# Canis Heights
Canis Heights är en kulle i Antarktis. Den ligger i Västantarktis. Argentina, Chile och Storbritannien gör anspråk på området. Toppen på Canis Heights är 1 432 meter över havet.
Terrängen runt Canis Heights är kuperad norrut, men söderut är den platt. Trakten är obefolkad. Det finns inga samhällen i närheten.